# Пшеничный, Пётр Павлович
Пётр Павлович Пшеничный (1900 — 1966) — полковой комиссар, писатель. Награждён четырьмя орденами и медалями. Автор воспоминаний «Наш полк в тылу врага», которые были напечатаны в сборнике «Народное ополчение Москвы», вышедшем в издательстве «Московский рабочий» в 1961 году к 20-летию начала Великой Отечественной войны.

## Биография
Пётр Пшеничный родился 22 июня 1900 года в слободе Николаевская Камышинского уезда Саратовской губернии. В 1919–1921 годах служил в рядах РККА. Работал фининспектором в Москве. 6 июля 1941 года добровольцем записался в ряды Московского ополчения. Был комиссаром полковой артиллерийской батареи 76-миллиметровых орудий 1291-го стрелкового полка, входившего в 4-ю дивизию народного ополчения Куйбышевского района Москвы. 
После войны работал в Народном комиссариате финансов СССР, Министерстве финансов СССР начальником Управления финансирования капитального строительства.
Умер в 1966 году.